# Liste der Romane von Arthur W. Upfield
Die Liste der Romane von Arthur W. Upfield verzeichnet alle veröffentlichten Romane des australischen Autors Arthur W. Upfield.

## Napoleon-Bonaparte-Serie
Die deutschsprachigen Ausgaben der Napoleon-Bonaparte-Serie erschienen alle im Goldmann Verlag, München.
| Erscheinen der Originalausgabe Jahr / Verlag | Titel der Originalausgabe     | Abweichender Titel der englischsprachigen Ausgabe | Erscheinen der deutsch- sprachigen Ausgabe | Deutsch- sprachiger Titel        | ISBN                   | Anmerkung |
| -------------------------------------------- | ----------------------------- | ------------------------------------------------- | ------------------------------------------ | -------------------------------- | ---------------------- | --- |
| 1929 Hu                                      | The Barrakee Mystery          | The Lure of the Bush.                             | 1966                                       | Bony und der Bumerang            |                        | |
| 1931 Hu                                      | The Sands of Windee           |                                                   | 1958                                       | Ein glücklicher Zufall           |                        | Die fiktive Handlung liegt zeitlich vor dem ersten Bony-Krimi, The Barrakee Mystery. Die Handlung in dem nachfolgenden Roman Bony stellt eine Falle bezieht sich auch auf Ereignisse aus Ein glücklicher Zufall. |
| 1936 A&R                                     | Wings Above the Diamantina    | Wings above the Clayplan                          | 1991                                       | Das rote Flugzeug                | ISBN 3-442-05158-4     | 1937 in Großbritannien auch unter dem Titel Winged Mystery. John Hamilton, London Im Roman Todeszauber wird auf Ereignisse aus Das rote Flugzeug Bezug genommen.                                                 |
| 1937 A&R                                     | Mr. Jelly's Business          | Murder Down Under                                 | 1965                                       | Mr. Jellys Geheimnis             |                        | |
| 1937 A&R                                     | Winds of Evil                 |                                                   | 1961                                       | Bony stellt eine Falle           |                        | Der Roman bezieht sich auf vorangegangene Ereignisse in Ein glücklicher Zufall. |
| 1938 A&R                                     | The Bone is Pointed           |                                                   | 1965                                       | Todeszauber                      |                        | Der Roman erwähnt Ereignisse aus Das rote Flugzeug. |
| 1939 A&R                                     | The Mystery of Swordfish Reef |                                                   | 1956                                       | Der Kopf im Netz                 |                        | |
| 1940 A&R                                     | Bushranger of the Skies       | No Footprints in the Bush                         | 1965                                       | Bony und die Todesotter          |                        | Der Roman bezieht sich auch auf Ereignisse aus Das rote Flugzeug und Todeszauber. |
| 1945 DD                                      | Death of a Swagman            |                                                   | 1964                                       | Bony wird verhaftet              | ISBN 3-442-01281-3     | |
| 1946 DD                                      | The Devil's Steps             |                                                   | 1992                                       | Der Pfad des Teufels             | ISBN 978-3-442-05195-3 | Der Roman bezieht sich auch auf vorangegangene Ereignisse in Ein glücklicher Zufall und Der Kopf im Netz |
| 1948 DD                                      | The Mountains Have a Secret   |                                                   | 1990                                       | Tödlicher Kult                   | ISBN 3-442-05132-0     | Zuerst 1948 in den USA veröffentlicht, erst 1952 auch für den australisch-britischen Markt |
| 1948 DD                                      | An Author Bites the Dust      |                                                   | 1957                                       | Die Leute von nebenan            |                        | |
| 1950 DD                                      | The Bachelors of Broken Hill  |                                                   | 1957                                       | Die Junggesellen von Broken Hill |                        | |
| 1950 DD                                      | The Widows of Broome          |                                                   | 1956                                       | Die Witwen von Broome            |                        | |
| 1951 DD                                      | The New Shoe                  | The Clue of the New Shoe                          | 1955                                       | Der neue Schuh                   |                        | |
| 1952 DD                                      | Venom House                   |                                                   | 1956                                       | Die Giftvilla                    |                        | |
| 1953 DD                                      | Murder Must Wait              |                                                   | 1955                                       | Viermal bei Neumond              |                        | |
| 1954 DD                                      | Death of a Lake               |                                                   | 1955                                       | Der sterbende See                |                        | |
| 1954 DD                                      | Sinister Stones               | The Cake in the Hat Box                           | 1957                                       | Der schwarze Brunnen             |                        | |
| 1956 He                                      | The Battling Prophet          |                                                   | 1958                                       | Der streitbare Prophet           |                        | |
| 1956 DD                                      | Man of Two Tribes             |                                                   | 1991                                       | Höhle des Schweigens             |                        | |
| 1957 He                                      | Bony Buys a Woman             | The Bushman who Came Back                         | 1958                                       | Bony kauft eine Frau             |                        | |
| 1959 He                                      | Bony and the Black Virgin     | The Torn Branch                                   | 1960                                       | Bony und die schwarze Jungfrau   |                        | |
| 1959 He                                      | Bony and the Mouse            | Journey to the Hangman                            | 1959                                       | Bony und die Maus                |                        | |
| 1960 He                                      | Bony and the Kelly Gang       | Valley of Smugglers                               | 1961                                       | Fremde sind unerwünscht          |                        | |
| 1961 He                                      | Bony and the White Savage     | The White Savage                                  | 1961                                       | Bony und die weiße Wilde         |                        | |
| 1962 He                                      | The Will of the Tribe         |                                                   | 1963                                       | Wer war der zweite Mann?         |                        | |
| 1963 He                                      | Madman's Bend                 | The Body at Madman's Bend                         | 1964                                       | Bony übernimmt den Fall          |                        | |
| 1966 He                                      | The Lake Frome Monster        |                                                   | 1967                                       | Gefahr für Bony                  |                        | Nach dem Tod von Arthur W. Upfield posthum vollendet von J. L. Price und Dorothy Strange. |

Verlage

A&R: Angus & Robertson, Sydney

DD: Doubleday, Doran & Co., Garden City, NY

He: Heinemann, London

Hu:  Hutchinson, London

## Romane außerhalb der Napoleon-Bonaparte-Serie
Alle diese Romane liegen in deutscher Übersetzung nicht vor.
- 1926 The House of Cain. Hutchinson, London[12]
- 1930 The Beach of Atonement. Hutchinson, London[13]
- 1932 A Royal Abduction. Hutchinson, London[14]
- 1932 Gripped by Drought. Hutchinson, London[15]
- 1934 The Murchison Murders. Midget Masterpiece Publishing, Sydney
- 1987 Breakaway House. Angus & Robertson, North Ryde NSW/Australien und London[Anm. 4]
- 1996 The Great Melbourne Cup Mystery[Anm. 5]. ETT Imprint, Watsons Bay NSW/Australien